# Theodor Lutz
Theodor Lutz (* 1841; † 1890) war ein aus Zürich stammender Ingenieur. Er verlor seine Arbeitsstelle bei der Schweizerischen Nationalbahn durch den Niedergang der Bahngesellschaft. Als das Projekt für eine Eisenbahnlinie durch das Seetal hängig war, entwarf er die nachmalige Seetalbahn als normalspurige Strassenbahn. Er suchte nach Geldgebern, indem er verschiedene Länder bereiste, und wurde im Herbst 1880 in London fündig. Dank ihm finanzierte eine englische Kapitalgesellschaft den Bau der Eisenbahnlinie.